# Deropeltis pilosa
Deropeltis pilosa är en kackerlacksart som beskrevs av Karlis Princis 1963. Deropeltis pilosa ingår i släktet Deropeltis och familjen storkackerlackor. Inga underarter finns listade i Catalogue of Life.